# 集合族
在集合论和有关的数学分支中，给定集合S 的子集的类F 叫做S 的子集族（或称S 上的集合族）。更一般的说，任何集合的类都叫做集合族。

## 例子
- 幂集P(S )是在S 上的集合族。
- n元素集合S 的k 元素子集S (k )形成了集合族。
- 所有序数的类Ord是“大”集合族；它自身不是集合而是真类。
- 令S = {a,b,c,1,2}。（在多重集含义上的） S 上集合族的一个例子是当 A1 = {a,b,c}，A2 = {1,2}，A3 = {1,2}，A4 = {a,b,1} 时的 F = {A1, A2, A3, A4}。
- 样本空间的某些子集组成的集合叫做集合族。

## 特例
- 斯伯纳族（英语：Sperner_family）是一个其中任何集合都不是其他集合的子集的集合族。斯伯纳定理（英语：Sperner%27s_theorem）限定了斯伯纳族的最大阶。
- 赫利族（英语：Helly_family）是一个任何交集为空的最小子族的阶有界的集合族。赫利定理（英语：Helly%27s_theorem）表明，有限维欧几里得空间中的凸集形成了赫利族。

## 性质
- S 的任何子集族自身都是幂集P(S )的子集。
- 不论什么集合族都是所有集合的真类（全集）V的子类。
- 由菲利浦·赫尔提出的赫尔婚姻定理给出了非空集(允许重复)的有限族具有互异代表元系的充要条件。[1]

## C族
由有限集M 的全体子集所构成的子集族，简称为C 族。C 族有以下基本的性质：
设{\displaystyle \left|M\right|=n},则集合M 的全部子集构成的类M* 的阶为{\displaystyle 2^{n}}，
即{\displaystyle \left|M*\right|=C_{n}^{0}+C_{n}^{1}+\cdots +C_{n}^{n}=2^{n}}